# Kirrily Sharpe
Pour les articles homonymes, voir Sharpe.
Kirrily Sharpe (née le 25 février 1973) est une joueuse de tennis australienne, professionnelle dans les années 1990.

## Palmarès

### Titre en double dames
| No | Date       | Nom et lieu du tournoi | Catégorie | Dotation  | Surface      | Partenaire       | Finalistes                        | Score         |          |
| -- | ---------- | ---------------------- | --------- | --------- | ------------ | ---------------- | --------------------------------- | ------------- | -------- |
| 1  | 17/09/1990 | Clarins Open Paris     | Tier IV   | 150 000 $ | Terre (ext.) | Kristin Godridge | Alexia Dechaume Nathalie Herreman | 4-6, 6-3, 6-1 | Parcours |

### Finale en double dames
Aucune

## Parcours en Grand Chelem

### En simple dames
| Année | Open d'Australie | Open d'Australie | Internationaux de France | Internationaux de France | Wimbledon       | Wimbledon   | US Open | US Open |
| ----- | ---------------- | ---------------- | ------------------------ | ------------------------ | --------------- | ----------- | ------- | ------- |
| 1990  | 2e tour (1/32)   | Rachel McQuillan | 3e tour (1/16)           | Ann Grossman             | -               | -           | -       | -       |
| 1991  | 1er tour (1/64)  | Maya Kidowaki    | -                        | -                        | -               | -           | -       | -       |
| 1992  | 3e tour (1/16)   | Katerina Maleeva | -                        | -                        | -               | -           | -       | -       |
| 1993  | -                | -                | -                        | -                        | 1er tour (1/64) | Steffi Graf | -       | -       |
| 1996  | 1er tour (1/64)  | Åsa Svensson     | -                        | -                        | -               | -           | -       | -       |

À droite du résultat, l’ultime adversaire.

### En double dames
| Année | Open d'Australie              | Open d'Australie           | Internationaux de France    | Internationaux de France   | Wimbledon                     | Wimbledon                  | US Open | US Open |
| ----- | ----------------------------- | -------------------------- | --------------------------- | -------------------------- | ----------------------------- | -------------------------- | ------- | ------- |
| 1990  | 1er tour (1/32) K. Godridge   | D. Balestrat C. Benjamin   | -                           | -                          | 2e tour (1/16) Nicole Pratt   | Anne Smith W. Turnbull     | -       | -       |
| 1991  | 3e tour (1/8) K. Godridge     | L. Neiland N. Zvereva      | -                           | -                          | -                             | -                          | -       | -       |
| 1992  | -                             | -                          | 2e tour (1/16) Louise Field | Hetherington Kathy Rinaldi | 1er tour (1/32) J. Hodder     | Patty Fendick A. Strnadová | -       | -       |
| 1993  | 2e tour (1/16) Nicole Pratt   | Katrina Adams M. Bollegraf | -                           | -                          | 1er tour (1/32) Kate McDonald | Bryukhovets N. Medvedeva   | -       | -       |
| 1994  | 1er tour (1/32) Nanne Dahlman | Laura Golarsa N. Medvedeva | -                           | -                          | -                             | -                          | -       | -       |
| 1995  | 1er tour (1/32) K. Godridge   | M. McGrath Rennae Stubbs   | 1er tour (1/32) K. Godridge | K. Habšudová R. Zrubáková  | 1er tour (1/32) K. Godridge   | C. Martínez P. Tarabini    | -       | -       |
| 1996  | 1er tour (1/32) K. Godridge   | Erika de Lone Audra Keller | -                           | -                          | -                             | -                          | -       | -       |

Sous le résultat, la partenaire ; à droite, l’ultime équipe adverse.

## Classements WTA en fin de saison

### En simple
| Année | 1989 | 1990 | 1991 | 1992 | 1993 | 1994 | 1995 | 1996 |
| Rang  | 524  | 158  | 281  | 220  | 233  | 187  | 216  | 457  |

Source : (en) « Classements de Kirrily Sharpe », sur le site officiel du WTA Tour

### En double
| Année | 1989 | 1990 | 1991 | 1992 | 1993 | 1994 | 1995 | 1996 |
| Rang  | 442  | 91   | 292  | 162  | 145  | 180  | 134  | 234  |

Source : (en) « Classements de Kirrily Sharpe », sur le site officiel du WTA Tour